# IBU-Cup 2008/09
Der IBU-Cup 2008/09 wurde wie auch schon in den Saisons zuvor als Unterbau zum Biathlon-Weltcup 2008/09 veranstaltet. Startberechtigt waren nicht nur europäische Starter und Starterinnen.

## Ergebnisse Damen-Wettbewerbe
| 1. IBU-Cup in Idre, 29. November 2008 – 30. November 2008 | 1. IBU-Cup in Idre, 29. November 2008 – 30. November 2008 | 1. IBU-Cup in Idre, 29. November 2008 – 30. November 2008 | 1. IBU-Cup in Idre, 29. November 2008 – 30. November 2008 | 1. IBU-Cup in Idre, 29. November 2008 – 30. November 2008 |
| --------------------------------------------------------- | --------------------------------------------------------- | --------------------------------------------------------- | --------------------------------------------------------- | --------------------------------------------------------- |
| Datum                                                     | Disziplin                                                 | Erster Platz                                              | Zweiter Platz                                             | Dritter Platz                                             |
| 29. November 2008 (Sa.)                                   | Sprint (7,5 km)                                           | Éva Tófalvi                                               | Natalia Levcencova                                        | Romy Beer                                                 |
| 30. November 2008 (So.)                                   | Sprint (7,5 km)                                           | Juliane Döll                                              | Natalja Sokolowa                                          | Anna Kunajewa                                             |

| 2. IBU-Cup in Obertilliach, 13. Dezember 2008 – 14. Dezember 2008 | 2. IBU-Cup in Obertilliach, 13. Dezember 2008 – 14. Dezember 2008 | 2. IBU-Cup in Obertilliach, 13. Dezember 2008 – 14. Dezember 2008 | 2. IBU-Cup in Obertilliach, 13. Dezember 2008 – 14. Dezember 2008 | 2. IBU-Cup in Obertilliach, 13. Dezember 2008 – 14. Dezember 2008 |
| ----------------------------------------------------------------- | ----------------------------------------------------------------- | ----------------------------------------------------------------- | ----------------------------------------------------------------- | ----------------------------------------------------------------- |
| Datum                                                             | Disziplin                                                         | Erster Platz                                                      | Zweiter Platz                                                     | Dritter Platz                                                     |
| 13. Dezember 2008 (Sa.)                                           | Einzel (15 km)                                                    | Romy Beer                                                         | Anna Bulygina                                                     | Olga Anissimowa                                                   |
| 14. Dezember 2008 (So.)                                           | Sprint (7,5 km)                                                   | Anna Bulygina                                                     | Romy Beer                                                         | Ljudmyla Pyssarenko                                               |

| 3. IBU-Cup in Martell, 19. Dezember 2008 – 20. Dezember 2008 | 3. IBU-Cup in Martell, 19. Dezember 2008 – 20. Dezember 2008 | 3. IBU-Cup in Martell, 19. Dezember 2008 – 20. Dezember 2008 | 3. IBU-Cup in Martell, 19. Dezember 2008 – 20. Dezember 2008 | 3. IBU-Cup in Martell, 19. Dezember 2008 – 20. Dezember 2008 |
| ------------------------------------------------------------ | ------------------------------------------------------------ | ------------------------------------------------------------ | ------------------------------------------------------------ | ------------------------------------------------------------ |
| Datum                                                        | Disziplin                                                    | Erster Platz                                                 | Zweiter Platz                                                | Dritter Platz                                                |
| 19. Dezember 2008 (Fr.)                                      | Sprint (7,5 km)                                              | Olga Anissimowa                                              | Juliane Döll                                                 | Marine Bolliet                                               |
| 20. Dezember 2008 (Sa.)                                      | Verfolgung (10 km)                                           | Olga Anissimowa                                              | Juliane Döll                                                 | Marine Dusser                                                |

| 4. IBU-Cup in Altenberg, 10. Januar 2009 – 11. Januar 2009 | 4. IBU-Cup in Altenberg, 10. Januar 2009 – 11. Januar 2009 | 4. IBU-Cup in Altenberg, 10. Januar 2009 – 11. Januar 2009 | 4. IBU-Cup in Altenberg, 10. Januar 2009 – 11. Januar 2009 | 4. IBU-Cup in Altenberg, 10. Januar 2009 – 11. Januar 2009 |
| ---------------------------------------------------------- | ---------------------------------------------------------- | ---------------------------------------------------------- | ---------------------------------------------------------- | ---------------------------------------------------------- |
| Datum                                                      | Disziplin                                                  | Erster Platz                                               | Zweiter Platz                                              | Dritter Platz                                              |
| 10. Januar 2009 (Sa.)                                      | Einzel (15 km)                                             | Romy Beer                                                  | Anne Preußler                                              | Ljudmyla Pyssarenko                                        |
| 11. Januar 2009 (So.)                                      | Sprint (7,5 km)                                            | Juliane Döll                                               | Natalja Sokolowa                                           | Madara Līduma                                              |

| 5. IBU-Cup in Nove Mesto, 16. Januar 2009 – 17. Januar 2009 | 5. IBU-Cup in Nove Mesto, 16. Januar 2009 – 17. Januar 2009 | 5. IBU-Cup in Nove Mesto, 16. Januar 2009 – 17. Januar 2009 | 5. IBU-Cup in Nove Mesto, 16. Januar 2009 – 17. Januar 2009 | 5. IBU-Cup in Nove Mesto, 16. Januar 2009 – 17. Januar 2009 |
| ----------------------------------------------------------- | ----------------------------------------------------------- | ----------------------------------------------------------- | ----------------------------------------------------------- | ----------------------------------------------------------- |
| Datum                                                       | Disziplin                                                   | Erster Platz                                                | Zweiter Platz                                               | Dritter Platz                                               |
| 16. Januar 2009 (Fr.)                                       | Sprint (7,5 km)                                             | Iris Waldhuber                                              | Romy Beer                                                   | Natalja Sokolowa                                            |
| 17. Januar 2009 (Sa.)                                       | Verfolgung (10 km)                                          | Natalja Sokolowa                                            | Iris Waldhuber                                              | Susann König                                                |

| 6. IBU-Cup in Osrblie, 7. Februar 2009 – 8. Februar 2009 | 6. IBU-Cup in Osrblie, 7. Februar 2009 – 8. Februar 2009 | 6. IBU-Cup in Osrblie, 7. Februar 2009 – 8. Februar 2009 | 6. IBU-Cup in Osrblie, 7. Februar 2009 – 8. Februar 2009 | 6. IBU-Cup in Osrblie, 7. Februar 2009 – 8. Februar 2009 |
| -------------------------------------------------------- | -------------------------------------------------------- | -------------------------------------------------------- | -------------------------------------------------------- | -------------------------------------------------------- |
| Datum                                                    | Disziplin                                                | Erster Platz                                             | Zweiter Platz                                            | Dritter Platz                                            |
| 7. Februar 2009 (Do.)                                    | Einzel (15 km)                                           | Natalja Sokolowa                                         | Olga Anissimowa                                          | Jewgenija Krawzowa                                       |
| 8. Februar 2009 (Fr.)                                    | Sprint (7,5 km)                                          | Tina Bachmann                                            | Juliane Döll                                             | Kari Henneseid Eie                                       |

| 7. IBU-Cup in Bansko, 13. Februar 2009 – 14. Februar 2009 | 7. IBU-Cup in Bansko, 13. Februar 2009 – 14. Februar 2009 | 7. IBU-Cup in Bansko, 13. Februar 2009 – 14. Februar 2009 | 7. IBU-Cup in Bansko, 13. Februar 2009 – 14. Februar 2009 | 7. IBU-Cup in Bansko, 13. Februar 2009 – 14. Februar 2009 |
| --------------------------------------------------------- | --------------------------------------------------------- | --------------------------------------------------------- | --------------------------------------------------------- | --------------------------------------------------------- |
| Datum                                                     | Disziplin                                                 | Erster Platz                                              | Zweiter Platz                                             | Dritter Platz                                             |
| 13. Februar 2009 (Fr.)                                    | Sprint (7,5 km)                                           | Natalja Sokolowa                                          | Olga Anissimowa                                           | Jewgenija Krawzowa                                        |
| 14. Februar 2009 (Sa.)                                    | Verfolgung (10 km)                                        | Natalja Sokolowa                                          | Olga Anissimowa                                           | Jewgenija Krawzowa                                        |

| 8. IBU-Cup in Ridnaun, 11. März 2009 – 14. März 2009 | 8. IBU-Cup in Ridnaun, 11. März 2009 – 14. März 2009 | 8. IBU-Cup in Ridnaun, 11. März 2009 – 14. März 2009 | 8. IBU-Cup in Ridnaun, 11. März 2009 – 14. März 2009 | 8. IBU-Cup in Ridnaun, 11. März 2009 – 14. März 2009 |
| ---------------------------------------------------- | ---------------------------------------------------- | ---------------------------------------------------- | ---------------------------------------------------- | ---------------------------------------------------- |
| Datum                                                | Disziplin                                            | Erster Platz                                         | Zweiter Platz                                        | Dritter Platz                                        |
| 11. März 2009 (Mi.)                                  | Einzel (15 km)                                       | Natalja Sokolowa                                     | Anne Preußler                                        | Barbara Ertl                                         |
| 13. März 2009 (Fr.)                                  | Sprint (7,5 km)                                      | Sabrina Buchholz                                     | Natalja Sokolowa                                     | Marine Bolliet                                       |
| 14. März 2009 (Sa)                                   | Verfolgung (10 km)                                   | Natalja Sokolowa                                     | Sabrina Buchholz                                     | Marine Bolliet                                       |

### Gesamtwertung
| Platz | Sportler                 | Land        | Punkte | Rennen (17) |
| ----- | ------------------------ | ----------- | ------ | ----------- |
| 1     | Natalja Sokolowa         | Russland    | 673    | 13          |
| 2     | Juliane Döll             | Deutschland | 563    | 12          |
| 3     | Romy Beer                | Deutschland | 537    | 14          |
| 4     | Olga Anissimowa          | Russland    | 489    | 11          |
| 5     | Jewgenija Krawzowa       | Russland    | 451    | 17          |
| 6     | Carolin Hennecke         | Deutschland | 410    | 13          |
| 7     | Susann König             | Deutschland | 343    | 10          |
| 8     | Anne Preußler            | Deutschland | 326    | 9           |
| 9     | Jekaterina Jurlowa       | Russland    | 272    | 10          |
| 10    | Karin Oberhofer          | Italien     | 259    | 11          |
| 11    | Sabrina Buchholz         | Deutschland | 235    | 7           |
| 12    | Iris Waldhuber           | Österreich  | 235    |             |
| 13    | Marine Rougeot           | Frankreich  | 214    |             |
| 14    | Miroslava Špácová        | Tschechien  | 214    |             |
| 15    | Tina Bachmann            | Deutschland | 213    | 6           |
| 16    | Vilde Ravnsborg Gurigard | Norwegen    | 211    |             |
| 17    | Jori Mørkve              | Norwegen    | 207    |             |
| 18    | Marine Bolliet           | Frankreich  | 202    |             |
| 19    | Barbara Ertl             | Italien     | 202    |             |
| 20    | Ljudmyla Pyssarenko      | Ukraine     | 177    |             |
| 21    | Marine Dusser            | Frankreich  | 163    |             |
| 22    | Barbora Tomešová         | Tschechien  | 163    |             |
| 23    | Michela Andreola         | Italien     | 163    |             |
| 24    | Anna Kunajewa            | Russland    | 160    |             |
| 25    | Laure Soulié             | Frankreich  | 158    |             |
| ...   | ...                      | ...         | ...    | ...         |
| 30    | Stefanie Hildebrand      | Deutschland | 119    | 4           |
| 55    | Irene Cadurisch          | Schweiz     | 82     |             |
| 56    | Selina Gasparin          | Schweiz     | 78     |             |
| 58    | Christa Perathoner       | Italien     | 76     |             |
| 75    | Roberta Fiandino         | Italien     | 54     |             |
| 76    | Elisa Gasparin           | Schweiz     | 54     |             |
| 99    | Stephanie Schnydrig      | Schweiz     | 40     |             |
| 125   | Dorothea Wierer          | Italien     | 27     |             |

## Ergebnisse Herren-Wettbewerbe
| 1. IBU-Cup in Idre, 29. November 2008 – 30. November 2008 | 1. IBU-Cup in Idre, 29. November 2008 – 30. November 2008 | 1. IBU-Cup in Idre, 29. November 2008 – 30. November 2008 | 1. IBU-Cup in Idre, 29. November 2008 – 30. November 2008 | 1. IBU-Cup in Idre, 29. November 2008 – 30. November 2008 |
| --------------------------------------------------------- | --------------------------------------------------------- | --------------------------------------------------------- | --------------------------------------------------------- | --------------------------------------------------------- |
| Datum                                                     | Disziplin                                                 | Erster Platz                                              | Zweiter Platz                                             | Dritter Platz                                             |
| 29. November 2008 (Sa.)                                   | Sprint (10 km)                                            | Simon Hallenbarter                                        | Rustam Waliullin                                          | Hans Martin Gjedrem                                       |
| 30. November 2008 (So.)                                   | Sprint (10 km)                                            | Carsten Pump                                              | Rune Brattsveen                                           | Stian Eckhoff                                             |

| 2. IBU-Cup in Obertilliach, 13. Dezember 2008 – 14. Dezember 2008 | 2. IBU-Cup in Obertilliach, 13. Dezember 2008 – 14. Dezember 2008 | 2. IBU-Cup in Obertilliach, 13. Dezember 2008 – 14. Dezember 2008 | 2. IBU-Cup in Obertilliach, 13. Dezember 2008 – 14. Dezember 2008 | 2. IBU-Cup in Obertilliach, 13. Dezember 2008 – 14. Dezember 2008 |
| ----------------------------------------------------------------- | ----------------------------------------------------------------- | ----------------------------------------------------------------- | ----------------------------------------------------------------- | ----------------------------------------------------------------- |
| Datum                                                             | Disziplin                                                         | Erster Platz                                                      | Zweiter Platz                                                     | Dritter Platz                                                     |
| 13. Dezember 2008 (Sa.)                                           | Einzel (20 km)                                                    | Lars Berger                                                       | Martin Fourcade                                                   | Hans Martin Gjedrem                                               |
| 14. Dezember 2008 (So.)                                           | Sprint (10 km)                                                    | Hans Martin Gjedrem                                               | Frode Andresen                                                    | Arnd Peiffer                                                      |

| 3. IBU-Cup in Martell, 19. Dezember 2008 – 20. Dezember 2008 | 3. IBU-Cup in Martell, 19. Dezember 2008 – 20. Dezember 2008 | 3. IBU-Cup in Martell, 19. Dezember 2008 – 20. Dezember 2008 | 3. IBU-Cup in Martell, 19. Dezember 2008 – 20. Dezember 2008 | 3. IBU-Cup in Martell, 19. Dezember 2008 – 20. Dezember 2008 |
| ------------------------------------------------------------ | ------------------------------------------------------------ | ------------------------------------------------------------ | ------------------------------------------------------------ | ------------------------------------------------------------ |
| Datum                                                        | Disziplin                                                    | Erster Platz                                                 | Zweiter Platz                                                | Dritter Platz                                                |
| 19. Dezember 2008 (Fr.)                                      | Sprint (10 km)                                               | Jewgeni Ustjugow                                             | Frode Andresen                                               | Arnd Peiffer                                                 |
| 20. Dezember 2008 (Sa.)                                      | Verfolgung (12,5 km)                                         | Frode Andresen                                               | Daniel Böhm                                                  | Anton Schipulin                                              |

| 4. IBU-Cup in Altenberg, 10. Januar 2009 – 11. Januar 2009 | 4. IBU-Cup in Altenberg, 10. Januar 2009 – 11. Januar 2009 | 4. IBU-Cup in Altenberg, 10. Januar 2009 – 11. Januar 2009 | 4. IBU-Cup in Altenberg, 10. Januar 2009 – 11. Januar 2009 | 4. IBU-Cup in Altenberg, 10. Januar 2009 – 11. Januar 2009 |
| ---------------------------------------------------------- | ---------------------------------------------------------- | ---------------------------------------------------------- | ---------------------------------------------------------- | ---------------------------------------------------------- |
| Datum                                                      | Disziplin                                                  | Erster Platz                                               | Zweiter Platz                                              | Dritter Platz                                              |
| 10. Januar 2009 (Sa.)                                      | Einzel (20 km)                                             | Frode Andresen                                             | Sergei Balandin                                            | Norbert Schiller                                           |
| 11. Januar 2009 (So.)                                      | Sprint (10 km)                                             | Artjom Gussew                                              | Mattia Cola                                                | Florian Graf                                               |

| 5. IBU-Cup in Nove Mesto, 16. Januar 2009 – 17. Januar 2009 | 5. IBU-Cup in Nove Mesto, 16. Januar 2009 – 17. Januar 2009 | 5. IBU-Cup in Nove Mesto, 16. Januar 2009 – 17. Januar 2009 | 5. IBU-Cup in Nove Mesto, 16. Januar 2009 – 17. Januar 2009 | 5. IBU-Cup in Nove Mesto, 16. Januar 2009 – 17. Januar 2009 |
| ----------------------------------------------------------- | ----------------------------------------------------------- | ----------------------------------------------------------- | ----------------------------------------------------------- | ----------------------------------------------------------- |
| Datum                                                       | Disziplin                                                   | Erster Platz                                                | Zweiter Platz                                               | Dritter Platz                                               |
| 16. Januar 2009 (Fr.)                                       | Sprint (10 km)                                              | Hans Martin Gjedrem                                         | Christoph Knie                                              | Daniel Graf                                                 |
| 17. Januar 2009 (Sa.)                                       | Verfolgung (12,5 km)                                        | Artjom Gussew                                               | Mattia Cola                                                 | Daniel Graf                                                 |

| 6. IBU-Cup in Osrblie, 7. Februar 2009 – 8. Februar 2009 | 6. IBU-Cup in Osrblie, 7. Februar 2009 – 8. Februar 2009 | 6. IBU-Cup in Osrblie, 7. Februar 2009 – 8. Februar 2009 | 6. IBU-Cup in Osrblie, 7. Februar 2009 – 8. Februar 2009 | 6. IBU-Cup in Osrblie, 7. Februar 2009 – 8. Februar 2009 |
| -------------------------------------------------------- | -------------------------------------------------------- | -------------------------------------------------------- | -------------------------------------------------------- | -------------------------------------------------------- |
| Datum                                                    | Disziplin                                                | Erster Platz                                             | Zweiter Platz                                            | Dritter Platz                                            |
| 7. Februar 2009 (Do.)                                    | Einzel (20 km)                                           | Hans Martin Gjedrem                                      | Ondřej Moravec                                           | Frode Andresen                                           |
| 8. Februar 2009 (Fr.)                                    | Sprint (10 km)                                           | Hans Martin Gjedrem                                      | Frode Andresen                                           | Ondřej Moravec                                           |

| 7. IBU-Cup in Bansko, 13. Februar 2009 – 14. Februar 2009 | 7. IBU-Cup in Bansko, 13. Februar 2009 – 14. Februar 2009 | 7. IBU-Cup in Bansko, 13. Februar 2009 – 14. Februar 2009 | 7. IBU-Cup in Bansko, 13. Februar 2009 – 14. Februar 2009 | 7. IBU-Cup in Bansko, 13. Februar 2009 – 14. Februar 2009 |
| --------------------------------------------------------- | --------------------------------------------------------- | --------------------------------------------------------- | --------------------------------------------------------- | --------------------------------------------------------- |
| Datum                                                     | Disziplin                                                 | Erster Platz                                              | Zweiter Platz                                             | Dritter Platz                                             |
| 13. Februar 2009 (Fr.)                                    | Sprint (10 km)                                            | Andrei Prokunin                                           | Pavel Korosteljow                                         | Miroslaw Kenanow                                          |
| 14. Februar 2009 (Sa.)                                    | Verfolgung (12,5 km)                                      | Andrei Prokunin                                           | Pavel Korosteljow                                         | Martin Otčenáš                                            |

| 8. IBU-Cup in Ridnaun, 11. März 2009 – 14. März 2009 | 8. IBU-Cup in Ridnaun, 11. März 2009 – 14. März 2009 | 8. IBU-Cup in Ridnaun, 11. März 2009 – 14. März 2009 | 8. IBU-Cup in Ridnaun, 11. März 2009 – 14. März 2009 | 8. IBU-Cup in Ridnaun, 11. März 2009 – 14. März 2009 |
| ---------------------------------------------------- | ---------------------------------------------------- | ---------------------------------------------------- | ---------------------------------------------------- | ---------------------------------------------------- |
| Datum                                                | Disziplin                                            | Erster Platz                                         | Zweiter Platz                                        | Dritter Platz                                        |
| 11. März 2009 (Mi.)                                  | Einzel (15 km)                                       | Erik Lesser                                          | Norbert Schiller                                     | Carsten Pump                                         |
| 13. März 2009 (Fr.)                                  | Sprint (7,5 km)                                      | Erik Lesser                                          | Michael Reiter                                       | Jaime Robb                                           |
| 14. März 2009 (Sa)                                   | Verfolgung (10 km)                                   | Erik Lesser                                          | Alexander Nuss                                       | Carsten Pump                                         |

### Gesamtwertung
| Platz | Sportler             | Land        | Punkte | Rennen (17) |
| ----- | -------------------- | ----------- | ------ | ----------- |
| 1     | Christoph Knie       | Deutschland | 457    | 14          |
| 2     | Hans Martin Gjedrem  | Norwegen    | 436    | 8           |
| 3     | Carsten Pump         | Deutschland | 384    | 15          |
| 4     | Rune Brattsveen      | Norwegen    | 370    | 10          |
| 5     | Frode Andresen       | Norwegen    | 361    | 7           |
| 6     | Alexander Nuss       | Österreich  | 347    | 13          |
| 7     | Artjom Gussew        | Russland    | 342    | 12          |
| 8     | Robert Wick          | Deutschland | 330    | 15          |
| 9     | Norbert Schiller     | Deutschland | 324    | 9           |
| 10    | Jon Kristian Svaland | Norwegen    | 323    | 12          |
| 11    | Andrei Prokunin      | Russland    | 278    |             |
| 12    | Daniel Böhm          | Deutschland | 275    | 8           |
| 13    | Pawel Korosteljow    | Russland    | 250    |             |
| 14    | Andreas Schwabl      | Österreich  | 237    |             |
| 15    | Michael Hauser       | Österreich  | 236    |             |
| 16    | Tanguy Roche         | Frankreich  | 228    |             |
| 17    | Vincent Porret       | Frankreich  | 227    |             |
| 18    | Arnd Peiffer         | Deutschland | 223    | 6           |
| 19    | Stian Eckhoff        | Norwegen    | 222    |             |
| 20    | Frédéric Jean        | Frankreich  | 208    |             |
| 21    | Martin Mesotitsch    | Österreich  | 206    |             |
| 22    | Martin Otčenáš       | Slowakei    | 205    |             |
| 23    | Anton Schipulin      | Russland    | 198    |             |
| 24    | Daniel Graf          | Deutschland | 192    | 6           |
| 25    | Sergei Roschkow      | Russland    | 185    |             |
| 26    | Erik Lesser          | Deutschland | 180    | 3           |
| ...   | ...                  | ...         | ...    | ...         |
| 28    | Tobias Reiter        | Deutschland | 176    | 14          |
| 29    | Nicola Pozzi         | Italien     | 164    |             |
| 30    | Sven Grossegger      | Österreich  | 163    |             |
| 33    | Mattia Cola          | Italien     | 152    |             |
| 44    | Michael Reiter       | Österreich  | 101    |             |
| 45    | Christian Stebler    | Schweiz     | 100    |             |
| 50    | Daniel Salvenmoser   | Österreich  | 96     |             |
| 57    | Florian Graf         | Deutschland | 87     |             |
| 60    | Stefan Zingerle      | Italien     | 79     |             |
| 61    | Benjamin Weger       | Schweiz     | 79     |             |
| 65    | Julian Eberhard      | Österreich  | 70     |             |
| 71    | Christian Martinelli | Italien     | 62     |             |
| 72    | Simon Hallenbarter   | Schweiz     | 60     |             |
| 87    | Nik Langer           | Deutschland | 46     |             |
| 91    | Matthias Simmen      | Schweiz     | 43     |             |
| 94    | Robin Kiel           | Deutschland | 40     |             |
| 96    | Riccardo Romani      | Italien     | 38     |             |
| 113   | Claudio Mussner      | Italien     | 30     |             |
| 126   | Thomas Frei          | Schweiz     | 23     |             |
| 129   | Claudio Böckli       | Schweiz     | 22     |             |
| 131   | Lukas Hofer          | Italien     | 21     |             |
| 137   | Steve Renner         | Deutschland | 19     |             |
| 144   | Rudy Zini            | Italien     | 17     |             |
| 146   | Sebastian Berthold   | Deutschland | 16     |             |
| 151   | Luca Bormolini       | Italien     | 15     |             |
| 161   | Kevin Russi          | Schweiz     | 11     |             |
| 165   | Andreas Zelzer       | Österreich  | 10     |             |
| 166   | Harald Egger         | Italien     | 10     |             |
| 167   | Gaspard Cuenot       | Schweiz     | 9      |             |
| 168   | Albert Neuner        | Deutschland | 9      |             |
| 172   | Simone Jeantet       | Italien     | 8      |             |
| 173   | Thorsten Langer      | Belgien     | 7      |             |
| 175   | Philipp Blaim        | Österreich  | 6      |             |
| 180   | Sébastien Testuz     | Schweiz     | 5      |             |
| 188   | Daniel Taschler      | Italien     | 3      |             |
| 198   | Mirco Doddi          | Italien     | 1      |             |